# Pipturus grantii
Pipturus grantii är en nässelväxtart som beskrevs av Florence. Pipturus grantii ingår i släktet Pipturus och familjen nässelväxter. Inga underarter finns listade i Catalogue of Life.